# فرمان‌های جنایی (آلمان نازی)
فرمان‌های جنایی (انگلیسی: Criminal orders) نام جمعی به مجموعه ای از دستورها، رهنمودها و فرمان‌هایی است که در جریان عملیات بارباروسا در جنگ جهانی دوم توسط فرماندهی عالی ورماخت داده شد. این فرمان‌های جنایتکارانه فراتر از قوانین رفتاری تعیین شده بود و منجر به جنایت‌های گسترده در جبهه شرقی شد.

## فرمان‌ها
- فرمان بارباروسا، صادر شده در ۱۳ مه ۱۹۴۱
- دستورالعمل برای رفتار سربازان در روسیه، صادر شده در ۱۹ مه ۱۹۴۱
- فرمان کمیسار، صادر شده در ۶ ژوئن ۱۹۴۱
- فرمان‌های مربوط به استقرار پلیس امنیت و سرویس امنیتی در تشکیلات نظامی، صادر شده در ۲۸ آوریل ۱۹۴۱
- فرمان‌های مربوط به رفتار با اسیران جنگی، صادر شده از ژوئن تا دسامبر ۱۹۴۱